# Örontrumpet

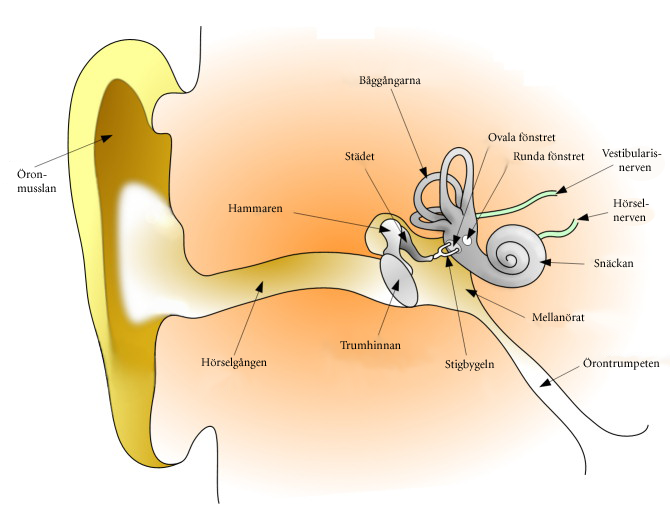
Örontrumpeten visas längst ned till höger.

Örontrumpeten, eustachiska röret, tuba auditiva, är en anatomisk gång som går från mellanörat till svalget. Örontrumpeten är vanligtvis stängd, men den kan öppnas för att utjämna trycket i örat, till exempel vid tryckförändringar i flygplan. Vissa personer kan medvetet styra de muskler som öppnar örontrumpeterna, men de öppnas ofta även i samband med sväljning, tuggning och gäspning.